# 菱木哲哉
菱木 哲哉（ひしき てつや、1946年11月 - ）は、千葉県出身のオートバイ・ロードレースライダー。
全米ロードレース選手権、アメリカンホンダ時代には「マイク・菱木 (Mike・Hishiki )」と呼ばれた。
1965年に本田技術研究所に入社し、CB450 、ホンダ・CB750F FOUR、CB250/350等の開発に従事。
1968年 / 1969年 / 1970年 鈴鹿10時間耐久レース(鈴鹿8耐の前身)で3年連続総合優勝。
アメリカでレースをするために本田技術研究所を退職。プライベーターとして全米ロードレース選手権に参戦。
1985年 に帰国し技術研究所に復帰。開発ライダーとして数々の製品に携わる。ホンダオリジナルヘルメット＝RHEOS(レオス)の開発で、アイルトン・セナのヘルメット調整を担当した。
1986年発売のFTR250カタログ表紙のライダーを務める。
漫画『あいつとララバイ』の主人公、菱木研二の苗字「菱木」は、菱木哲哉から命名された。
愛車はホンダ・スーパーカブ。

## 経歴
19**年 田中健二郎に弟子入り (通称「健さん学校」に入門)。高橋国光 、谷口直己 、北野元 、生沢徹 らは先輩にあたる。
1965年、本田技術研究所に入社。ホンダ社内チーム「ブルーヘルメットMSC」に所属。
1966年、浜松ダートレース251cc以上クラス優勝、2位隅谷守男、3位大田耕治とブルーヘルメット所属選手が表彰台を独占した。
1968年、MFJ年間最優秀選手賞を受賞、ヨーロッパに派遣される。同賞は67年大田、68年菱木、69年隅谷と同一チームが三年連続で獲得。この頃は”ブルヘル三羽ガラス”と呼ばれた。45日間のヨーロッパ派遣では同じく受賞者である松永喬、星野一義、西信之とともにマン島TTレースをはじめとする欧州現地のスポーツを視察・研修で回った。
　　　　 鈴鹿10時間耐久レースで 優勝 (ペアライダー 隅谷守男 )。
1969年、鈴鹿10時間耐久レースで優勝 (ペアライダー 隅谷守男)。
1970年、鈴鹿10時間耐久レースで優勝 (ペアライダー 隅谷守男)。
1971年、ダートレースに憧れ渡米、翌1972年より完全なプライベートチームでロードレース全米選手権に参戦。
1973年、ラグナセカで骨盤骨折、プロレースを断念。
1974年、アメリカン・ホンダ・モーター 入社。
1985年、帰国し本田技術研究所へ復帰。
1991年、レオス・ヘルメット担当として、モナコGPからマクラーレン・ホンダに帯同。
2006年、本田技術研究所を定年退職。
2009年 フォトグラファーの瀬谷正弘とアメリカ1600kmクルージング敢行(VT1300にて)。

## 主な戦績
1963年 鈴鹿18時間耐久レース 250ccクラス 3位
1964年 MFJ大島火山レース オープンクラス5位
1965年 鈴鹿24時間耐久レース 125ccクラス3位
1968年 ジュニア251cc以上クラス 年間チャンピオン
　　　  鈴鹿10時間耐久レース 優勝 (ペアライダー 隅谷守男 )
1969年 鈴鹿10時間耐久レース 優勝 (ペアライダー 隅谷守男 )
1970年 鈴鹿10時間耐久レース 優勝 (ペアライダー 隅谷守男])
　　　  MCFAJクラブマンレース251cc以上クラス優勝（筑波サーキット誕生後の初レース）
2004年　DE耐（優勝）